# 티아구 산토스
티아구 카르발류 산투스 (Tiago Carvalho Santos, 2002년 7월 23일 ~ )는 포르투갈의 축구 선수이며, 릴에서 라이트백으로 뛰고 있다.